# Lepidodexia oliveirai
Lepidodexia oliveirai är en tvåvingeart som först beskrevs av Guilherme A.M.Lopes 1974.  Lepidodexia oliveirai ingår i släktet Lepidodexia och familjen köttflugor. Inga underarter finns listade i Catalogue of Life.